# Radio Ennepe Ruhr
Radio Ennepe Ruhr ist ein seit dem 31. August 1991 bestehender Lokalradio-Sender für den Ennepe-Ruhr-Kreis in Nordrhein-Westfalen. Gestartet als Radio EN, folgte am 22. September 2008 die Umbenennung in Radio Ennepe Ruhr. Sitz des Senders sind die Elba Hallen in der Moritzstraße 14 in Wuppertal (zusammen mit Radio Wuppertal). Chefredakteur ist seit 1. Januar 2023 Georg Rose. Rose ist ebenfalls Chefredakteur von Radio Wuppertal und hat diese Funktion somit bei zwei NRW-Lokalradios gleichzeitig inne.

## Programm, Moderation & Redaktion

### Bis Ende 2020
Lokale Sendungen waren werktags „Lars Hasenbein am Morgen“ (6:00 bis 10:00 Uhr) und samstags „Am Wochenende“ (9:00 bis 12:00 Uhr). Sonntags wurde kein lokales Programm gesendet. Daneben gab es wochentags zwischen 6:00 und 19:00 Uhr zu jeder halben Stunde lokale Nachrichten, lokales Wetter und lokale Verkehrsfunk-Meldungen sowie lokale Werbung. Das restliche Tagesprogramm kam von Radio NRW, dem Programmanbieter für die 45 Lokalradios in NRW.
Ende 2020 wurde, nach der Kündigung durch die bisherigen Betriebsgesellschaft, der eigene Sendebetrieb aus dem Funkhaus Hagen eingestellt. Die letzten Sendungen aus dem Funkhaus in Hagen wurden am 29. Dezember 2020 gesendet. Radio Ennepe Ruhr und Radio Hagen waren im gemeinsamen Funkhaus in der Rathausstraße 23 untergebracht.

### 2021 bis Anfang 2023
Vom 1. Januar 2021 bis 6. Januar 2023 sendete Radio Ennepe Ruhr hauptsächlich das Mantelprogramm von Radio NRW aus Oberhausen, das um einige lokale Inhalte ergänzt wurde.
Die lokalen Morgensendungen wurden montags bis freitags von 6:00 bis 10:00 Uhr im wöchentlichen Wechsel vom damaligen Chefredakteur Andreas Wiese und Tobi Kral moderiert. Andreas Wiese wurde im September 2022 von Vera Körber abgelöst. Sie moderierte auch die letzte Morgensendung aus Oberhausen am 6. Januar 2023.

### Seit Anfang 2023
Seit dem 9. Januar 2022 läuft die Morgensendung „Der neue Morgen“ wochentags zwischen 6:00 und 10:00 Uhr. Sie wird im Wechsel von Oliver Behrendt und Florian Franke moderiert.
Darüber hinaus werden unter der Woche nachmittags von 14:30 bis 17:30 Uhr jeweils zur halben Stunde Lokalnachrichten gesendet. Mittelfristig soll Radio Ennepe Ruhr auch wieder eine eigenständige Nachmittagssendung bekommen, sofern die wirtschaftliche Lage des Senders dies zulässt. Seit 2023 arbeitet der Sender profitabel und konnte seine Einschaltquote steigern.

## Unternehmen
Bis Ende 2020 war die Funke Mediengruppe (75 %), die MFS-Holding GmbH (24,9 %) und der Ennepe-Ruhr-Kreis (0,1 %) an Radio Ennepe Ruhr beteiligt.
Ende Februar 2020 wurde bekannt, dass die Betriebsgesellschaft den Vertrag mit der Veranstaltergemeinschaft zum Jahresende gekündigt hat. Als Grund werden die negativen Betriebsergebnisse genannt.
In den Jahren 2021 und 2022 wurde der Betrieb des Senders durch den Mantelprogramm-Anbieter Radio NRW aufrechterhalten.
Seit 1. Januar 2023 sind an Radio Ennepe Ruhr die PFD Pressefunk GmbH, welche zur Rheinischen Post Mediengruppe gehört, mit 75 %, sowie der Ennepe-Ruhr-Kreis mit 25 % beteiligt. Der Deutsche Journalisten-Verband kritisiert die geringe Personalausstattung des neuen Senders mit 1,75 festen Stellen, die in Zukunft aufgestockt werden soll. Die Vermarktung der Radiowerbung ist an Westfunk ausgelagert.

## Empfang
Radio Ennepe Ruhr deckt mit seinen Frequenzen den Ennepe-Ruhr-Kreis ab, dies sind die neun Städte Breckerfeld, Ennepetal, Schwelm, Gevelsberg, Sprockhövel, Wetter, Herdecke, Hattingen und Witten.
Zu empfangen ist das Lokalradio auf vier Frequenzen (UKW):
- 91,5 MHz (Standort Hattingen) für Hattingen und Sprockhövel
- 92,7 MHz (Standort Herdecke/Rehberg) für Wetter und Herdecke, vor dem 23. Mai 2011 sendete Radio Ennepe Ruhr auf der alten Frequenz 107,2 MHz
- 104,2 MHz (Standort Witten-Stockum) für Witten und Dortmund
- 105,7 MHz (Standort Gevelsberg/Hindenburghöhe) für Hagen, Breckerfeld, Ennepetal, Schwelm, Gevelsberg und Sprockhövel

Die Frequenz 104,2 MHz strahlt stark genug ab, um auch in umliegenden Städten wie Bochum, Dortmund, aber auch noch in Teilen von Herne, Herten, Castrop-Rauxel, Datteln und Oer-Erkenschwick empfangen zu werden. Über die Gevelsberger Frequenz wird auch ein Großteil des Hagener Stadtgebietes erreicht.
Das Programm wird seit Januar 2021 nicht mehr im analogen Kabelnetz eingespeist.
Radio Ennepe Ruhr bietet zudem einen Live-Stream für den Empfang über Internet und eine Smartphone-App an.